# Kricka
Kricka (Anas crecca) är en liten andfågel som tillhör gruppen simänder. Den förekommer i Eurasien där den är vanlig och vida spridd. Den kan bilda stora flockar utanför häckningssäsongen. Under häckningen förekommer den främst i skyddade våtmarker och lever främst av frön och vattenlevande insekter. Amerikanska populationer urskildes tidigare som en egen art, amerikansk kricka (A. carolinensis), och vissa gör det fortfarande. Globalt anses krickans bestånd vara livskraftigt, men minskar i antal i Sverige, så pass att den sedan 2020 är upptagen på Artdatabankens rödlista som sårbar.

## Utseende, fältkännetecken och läte

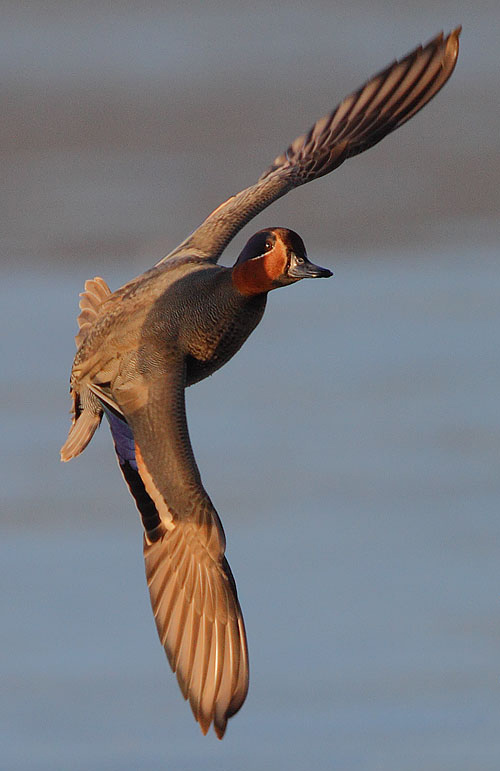
Hane i flykten.

Krickan är en liten and med en längd på 34–38 cm och ett vingspann på 53–59 cm och detta gör den till den minsta simanden i Sverige. Vingspegelns översida är hos båda könen grön och undersidan svart. Hannen bär beroende på årstid två olika fjäderdräkter. Från hösten fram till ruggningen i juni är dess huvud och hals rödbruna. Längs huvudets sida finns ett mörkgrönt band. Framrygg, hals och sidor är spräckliga av svart och vitt. Hannen har en brungrå rygg och övergump och en vit undergump. Efter ruggningen liknar den honan. Honan är ovan brunsvart med rostbruna fjäderkanter och på undersidan brungul med mörka fläckar.

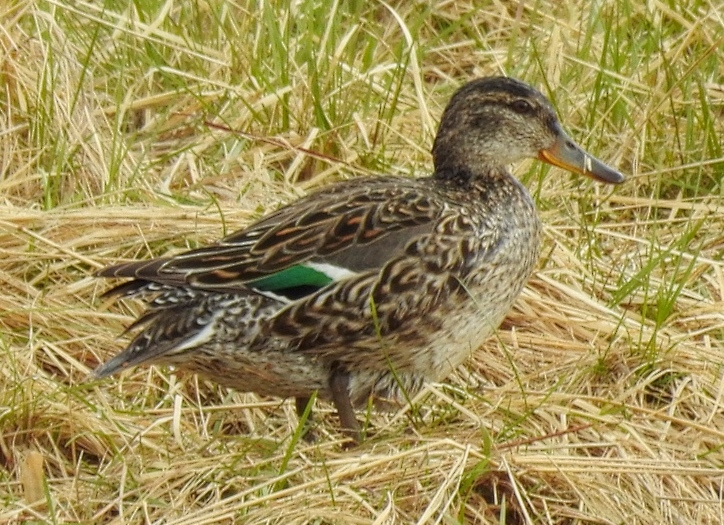
Honfärgad kricka.

I flykten kan de snabba flockarna med krickor påminna om vadare trots sina korta ben, och på land är den, i jämförelse med många andra änder, ganska snabb och lättrörlig.
Hanen har ett karakteristiskt upprepande visslande läte som hörs på våren utan uppehåll och som kan beskrivas som kriick.
Nordamerikanska krickor, tidigare och i viss mån fortfarande urskild som den egna arten "amerikansk kricka" har ett vitt vertikalt band på kroppssidan hos hanen, medan europeiska och asiatiska krickor har ett vitt horisontellt vingband när anden ses liggande. Den amerikanska krickan saknar även de flesta av de gula linjerna som omringar det gröna på sidan av huvudet hos krickan. Hona, ungfågel och hane i eklipsdräkt, nära nog identisk med krickans motsvarande dräkt, men hjässa och ögonstreck är något mörkare. Vidare syns i flykten ett mer rosttonat främre vingband.

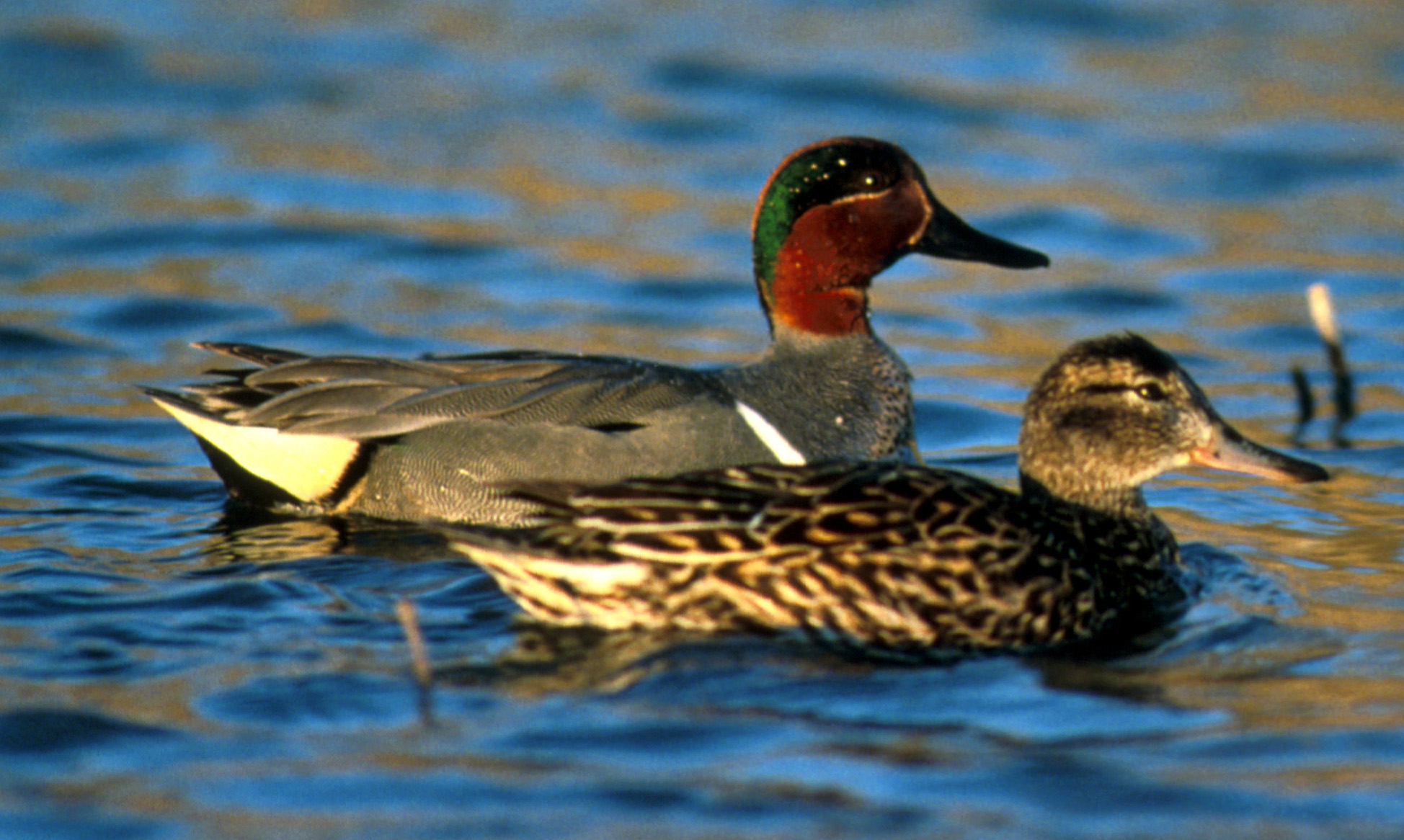
Par amerikanska krickor.

## Utbredning och systematik

### Systematik

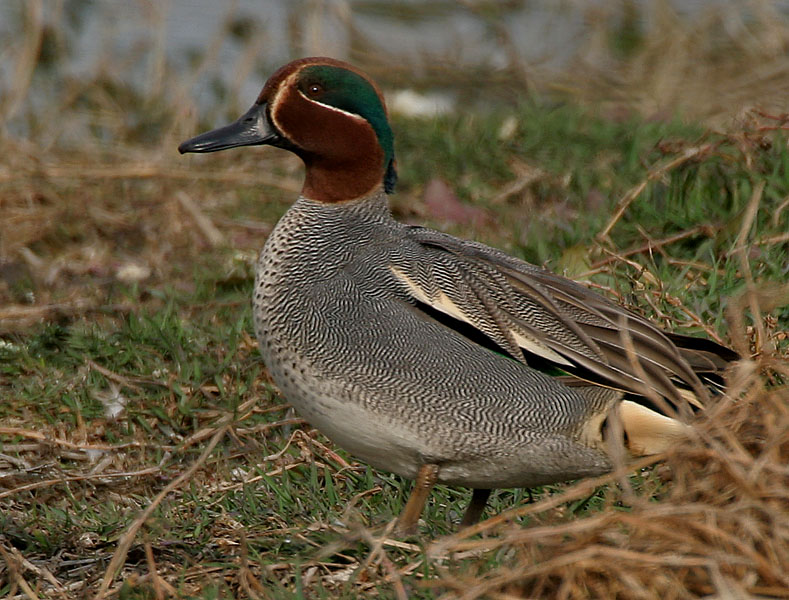
Adult hane fotograferad i september i Indien.

Arten beskrevs första gången taxonomiskt 1758 av Carl von Linné i tionde upplagan av hans Systema naturae, där den beskrevs under sitt nuvarande vetenskapliga namn. Den delas in i två underarter med följande utbredning:
- Anas crecca crecca, eurasisk kricka[6] – häckar i Palearktis, från Island söderut till Frankrike och öster ut till östra Sibirien samt i Aleuterna; vintertid återfinns den från centrala och södra Europa österut till Japan och söderut till Afrika (till Senegal, Centralafrikanska republiken och Kenya) samt södra och sydöstra Asien
- Anas crecca carolinensis, amerikansk kricka[6] – häckar i Nordamerika, flyttar till Mexiko och Västindien

Tidigare urskiljdes populationen i Aleuterna i Berings sund som den egna underarten nimia, men denna inkluderas numera i vanligen nominatformen.
Nordamerikanska krickor har traditionellt behandlats som en del av krickan, men har urskilts som egen art och vissa gör det fortfarande. BirdLife Sverige (tidigare Sveriges ornitologiska förening) bröt 2003 ut den som egen art med namnet amerikansk kricka (Anas carolinensis), baserat på beteende, morfologi och molekylära data vilket diskuteras av Sangster et al, 2002. Studier av mitokondrie-DNA visade att den stod närmare den sydamerikanska arten gulnäbbad kricka. I samband med att BirdLife Sverige anslöt till den nya gemensamma världslistan AviList i juni 2025 slogs de dock samman igen, baserat på baserat på hög grad av introgression och avsaknad av skillnader i parningsläten. Även om mitokondrie-DNA visar en ganska djup divergens är genomdivergensen begränsad, vilket indikerar omfattande genflöde.

### Förekomst i Sverige
I Sverige häckar krickan över hela landet men är talrikast i mindre insjöar i Norrland. Den svenska populationen flyttar i september/oktober, främst till Nederländerna och Storbritannien, och återkommer vid islossningen i mars och april. I Skåne är den dock en stannfågel.

## Ekologi

### Biotop
Krickan är mycket social utanför häckningssäsongen och kan bilda stora flockar. Under häckningen förekommer den vanligtvis i skyddade våtmarker med enstaka högre vegetation, som taigans mossar eller mindre sjöar eller dammar med större vassområden. Vintertid uppträder den ofta i brackvatten eller i skyddade vikar eller laguner utmed kusten.

### Föda
Den födosöker genom att snappa föda i närheten av ytan eller genom att tippa kroppen framåt så att den når bottnen med näbben där den betar vegetation. Den kan också mer sällsynt dyka för att nå föda. Under häckningsperioden lever den främst av vattenlevande insekter, som kräftdjur och dess larver, blötdjur och maskar. Vintertid lever den istället främst vegetation som frön, vattenväxter olika sorters gräs, som starrgräs. Krikan är dagaktiv under häckningssäsongen medan den främst födosöker i skymningen eller till och med nattetid under vintern.

### Häckning

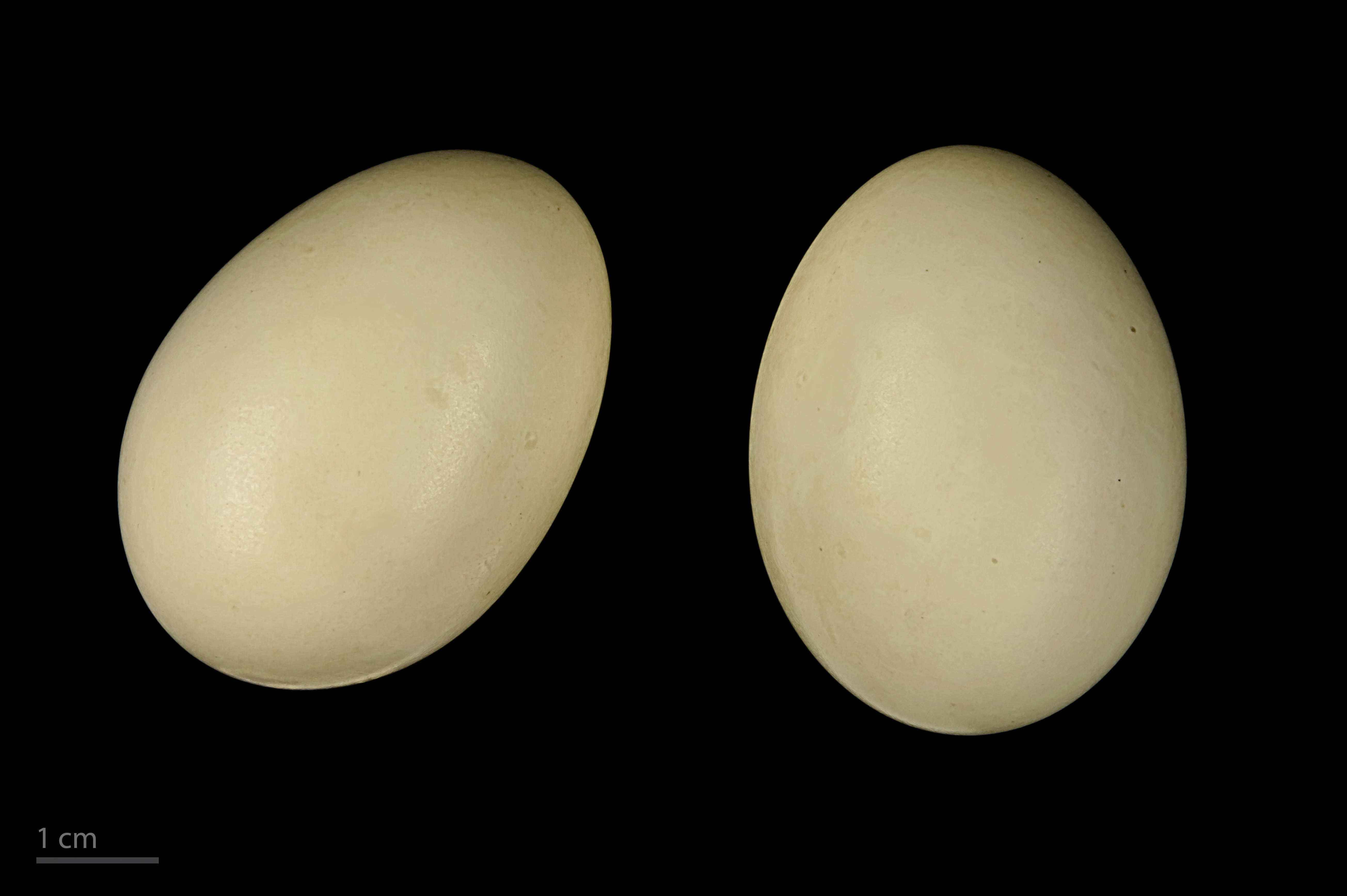
Ägg från krickan.

Parbildningen sker i vinterkvarteret och de når häckningsområdet tillsammans i början av mars. Häckningen påbörjas några veckor senare men inte förrän i maj i det nordligaste häckninsområdena. Boet består av en fördjupning i marken som fodras med torra löv och dun, och placeras väl skyddat i tät vegetation i närheten av vatten. Hanen lämnar honan så fort hon påbörjat att lägga äggen och flyttar en längre eller kortare sträcka till specifika sjöar där han slår följe med andra hanar för att rugga till eklipsdräkt. Hanarna flyttar vanligtvis separat och möter ofta sin avkomma först i vinterkvarteret. Honan lägger vanligtvis åtta till elva grönaktiga ägg men kullar med fem till 16 ägg har observerats, och äggen ruvas i 21–23 dagar. Ungarna lämnar boet snart efter att de kläckt och tas om hand av mamman i 25–30 dagar, tills de är flygfärdiga. Efter första vintern ruggar första årets fåglar till sin adulta fjäderdräkt.

## Krickan och människan

### Status och hot
IUCN, som bedömer hotstatus globalt för, betraktar kricka och amerikansk kricka som skilda arter och kategoriserar dem därför var för sig, båda dock som livskraftiga. Europeiska och asiatiska krickor anses ha ett stort utbredningsområde och en stor population, men utvecklingen är svår att bedöma med vissa delpopulationer som minskar i antal och andra ökar. Amerikanska krickor ökar istället i antal. Världspopulationen uppskattas till 6,7 miljoner könsmogna individer, varav 2,8 miljoner i Europa och Asien.

### Status i Sverige
Krickan har tidigare bedömts som livskraftig i Sverige. Från och med 2020 års rödlista listar dock Artdatabanken den som sårbar grundat på att arten tros minska relativt kraftigt i antal, i genomsnitt med 35% de senaste 18 åren.

### Namn
Det svenska trivialnamnet och det vetenskapliga namnet anses vara ljudhärmande och syfta på hanens läte om våren. Den har tidigare bland annat kallats för krickand, knikand, kräcka och kräka. Historiskt har namnen årta och kricka på olika språk, även svenska, varit starkt förknippade med varandra och används synonymt för flera olika mindre änder. Exempelvis har kricka på Gotland kallats arte eller art, och trivialnamnet för kricka på flera latinska språk, exempelvis italienska cerceta, är avledningar från latinska querquedula och grekiska kerkithalis som betyder "årta".